# Mictyris platycheles
Mictyris platycheles  (лат.) — вид десятиногих ракообразных из семейства Mictyridae. Распространён от Квинсленда через Новый Южный Уэльс и Викторию до Тасмании. Живут большими колониями. Панцирь до 15 мм в ширину и длину, голубого или серо-голубого цвета.